# Isabella Laurell
Isabella Laurell Kristenson, född Laurell 25 april 1921 i Ängelholm, död 2019 i Rom, var en svensk målare och grafiker.
Hon var dotter till provinsialläkaren i Herrljunga distrikt Daniel Laurell och Edith Bergman samt var från 1950 gift med Bengt Kristenson.
Laurell studerade vid Valands målarskola i Göteborg 1941–1946 samt tog en filosofie kandidatexamen i konsthistoria vid Göteborgs högskola 1944. Hon deltog i Konstakademins etsarskola 1949 samt vid Scuola del Nudo, Accademia delle belle arti i Rom. Separat ställde hon ut i Stockholm på Galleri Gummeson 1955, på Galleri Cupido 2004 och tillsammans med Leif Knudsen på Göteborgs Konsthall 1959 och med Bengt Kristenson och Tore Ahnoff på samma institution 1975. Hon medverkade i utställningen Göteborgskonst på mässhallen i Göteborg 1952 och i utställningen Aktuellt måleri anordnad av Riksförbundet för bildande konst[när?].
Hennes konst består av stads- och hamnbilder och vyer från Rom i olja eller litografi. 
Laurell är representerad vid Moderna Museet och Göteborgs konstmuseum.